# 야만인 코난

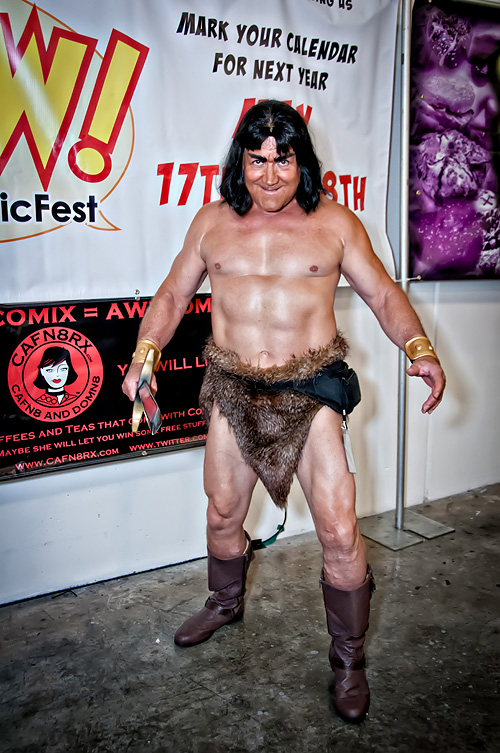

야만인 코난은 로버트 하워드가 1930년대 통속잡지인 위어드 테일스(Weird Tales)에 출판한 판타지 시리즈의 주인공이다.

## 배경
소설의 배경은 하이보리아 시대의 지구이다. 하이보리아 시대는 하워드가 지어낸 가상의 시대로, 아틀란티스 대륙이 바다에 잠긴 이후 고대 문명이 발생하기 전의 사이의 시대이다. 하워드는 러브크래프트와 친구사이였기 때문에 서로의 소설에서 다른 사람의 소설에서 배경을 빌려와서 자기 소설에 끼워 넣는 경우가 종종 있었기 때문에, 이것은 크툴후 신화 시대에 일어났다고도 할 수 있다. 하워드가 30살의 나이로 요절한 이후로 오늘날의 작가들이 코난 시리즈를 만드는 경우도 있는데, 오늘날의 작가들은 이런 연관관계를 희석시키는 경향이 있다.
코난은 북방의 야만족 킴메리아인이며, 대장장이의 아들로 전쟁터에서 태어났다. 15세 때 이미 훌륭한 전사(戰士)로 이름이 높았으며 베나리움을 파괴하는 전투에 참가했다고 한다. 나중에 방랑벽에 사로잡혀 여기저기를 방랑하며 화려하고 흥미진진한 모험을 시작했으며, 이 모험을 하워드가 기록한 것이 바로 코난 사가(saga)이다. 코난은 전설속에 나오는 괴물들, 사악한 마법사들을 만나고 감미로운 사랑에 빠지기도 한다. 그는 세상을 떠돌면서 노예로 잡히기도 하고, 도둑이나 무법자가 되기도 하고, 용병이 되었다가 용병단 두목이 되기도 한다. 부하들을 여럿 거느려서 땅을 다스리려 한 적도 있었으나 자신을 제외한 부하들이 모두 몰살당하는 경우를 종종 당하였다. 마침내 40대가 되어서는 당시 가장 강력한 왕국이었던 아퀼로니아의 왕을 죽이고 왕위를 찬탈한다.
대한민국에서는 1970년 신진출판사의 어린이용 전집에서 모험왕 코난이라는 제목으로 출판되기도 하였다. 이 책은 론 하워드가 1935년에 발표한 The Hour of the Dragon 을 번역한 것이며 정복자 코난이라는 이름으로도 알려져 있다.

## 영화
최초로 영화화된 것은 1982년에 만들어진 야만인 코난(Conan the Barbarian)이다. 올리버 스톤과 존 밀리어스가 각본을 썼으며, 존 밀리어스가 감독을 맡았다. 영화의 줄거리는 코난 사가의 여러 이야기를 조합했고, 아널드 슈워제네거가 주인공 코난의 역할을 맡았다. (이 영화로 알려지게 된 슈왈츠제네거는 1984년에 제임스 카메론의 터미네이터에 출연하게 된다.) 1984년에는 속편격인 파괴자 코난(Conan the Destroyer)이라는 영화가 만들어지기도 했으며 슈왈츠제너가가 마찬가지로 주인공 코난 역을 했다. 슈왈츠제너거는 1985년에 로버트 하워드의 소설에서 영감을 얻은 레드 소냐(Red Sonja)라는 영화에 출연하기도 했다.

## 한글 번역
2006년 4월에 베가북스에서 '야만인 코난'이란 제목으로 1,2권을 내놓은 상태이다.